# Libellulinae
Le libelluline (Libellulinae Rambur, 1842) sono una sottofamiglia di insetti appartenente all'ordine degli Odonati. Sono diffuse in tutto il mondo, in prevalenza nelle regioni a clima temperato, e sono attratte da zone caratterizzate dalla presenza di laghi, fiumi o paludi. Questi ambienti, infatti, sono gli habitat ideali per lo sviluppo delle loro larve (dette nanaidi).

## Caratteristiche morfologiche
Le libelluline sono spesso caratterizzate da corpi robusti e colori vivaci. Non è insolito trovare esemplari di colore blu elettrico, rosso o giallo. Hanno ali larghe e trasparenti, caratterizzate da una leggera opacità e da nervature piuttosto marcate. Alcune specie si differenziano le une dalle altre grazie a particolari macchie colorate presenti sulle ali stesse.
Le libelluline hanno occhi grandi e composti, come la maggior parte della altre specie di Libellulidae, caratteristica che conferisce a questi insetti un'eccellente visione panoramica. 

## Specie di Libellulinae
Tra le specie di libelluline più note ci sono le seguenti:
- Libellula depressa, caratterizzata da un addome piatto e ampio. I maschi di questa specie sono facilmente riconoscibili per la loro colorazione azzurra.
- Sympetrum striolatum, le cui femmine sono caratterizzate da un addome rosso, sono le ultime libellule a volare nella stagione autunnale.
- Orthetrum cancellatum, molto comune in Europa, è facilmente riconoscibile per la colorazione del corpo negli esemplari maschi, di un caratteristico colore blu polvere.